# Departamento de Ñorquín
Departamento de Ñorquín är en kommun i Argentina.   Den ligger i provinsen Neuquén, i den sydvästra delen av landet, 1 100 km väster om huvudstaden Buenos Aires.
Omgivningarna runt Departamento de Ñorquín är i huvudsak ett öppet busklandskap. Trakten runt Departamento de Ñorquín är nära nog obefolkad, med mindre än två invånare per kvadratkilometer.